# Soyuz TM-25
Soyuz TM-25 foi a 30.ª expedição à estação espacial Mir, realizada entre fevereiro e agosto de 1997. A tripulação incluiu um cosmonauta alemão da Agência Espacial Europeia (ESA).

## Grupo
Lançados
| Posição                | Cosmonauta         | Duração          | Pousou na   |
| ---------------------- | ------------------ | ---------------- | ----------- |
| Comandante             | Vasili Tsibliyev   | 184d 22h 07m 41s | Soyuz TM-25 |
| Engenheiro de voo      | Aleksandr Lazutkin | 184d 22h 07m 41s | Soyuz TM-25 |
| Cosmonauta-pesquisador | Reinhold Ewald     | 19d 16h 34m 46s  | Soyuz TM-24 |

## Parâmetros da Missão
- Massa: 7 150 kg
- Perigeu: 378 km
- Apogeu: 394 km
- Inclinação: 51.65°
- Período: 90.28 minutos

## Pontos altos da missão
A Soyuz TM-25 foi uma nave espacial russa usada para transportar cosmonautas e suprimentos para a estação espacial Mir. Ela foi lançada por um foguete Soyuz-U do Cosmódromo de Baikonur às 14:09 UT para levar três cosmonautas para uma estada de 162 dias na estação, a missão Mir-23; ela se uniu à estação às 15:51 UT de 12 de fevereiro de 1997. Com alguns metros de distância da estação, um pequeno desalinhamento foi percebido, e o comandante do módulo teve que abandonar a aproximação automática e pilotar a nave manualmente.